# NGC 7788
NGC 7788 ist ein offener Sternhaufen vom Trumpler-Typ I2p im Sternbild Kassiopeia am Nordsternhimmel. Er ist rund 7700 Lichtjahre vom Sonnensystem entfernt, hat einen Durchmesser von etwa 9 Lichtjahren und ist ca. 40 Millionen Jahre alt.

Möglicherweise bildet er mit NGC 7790, der etwa ein Viertel Grad im Südosten liegt, einen Doppelhaufen.
Entdeckt wurde das Objekt am 5. Oktober 1829 von John Herschel.

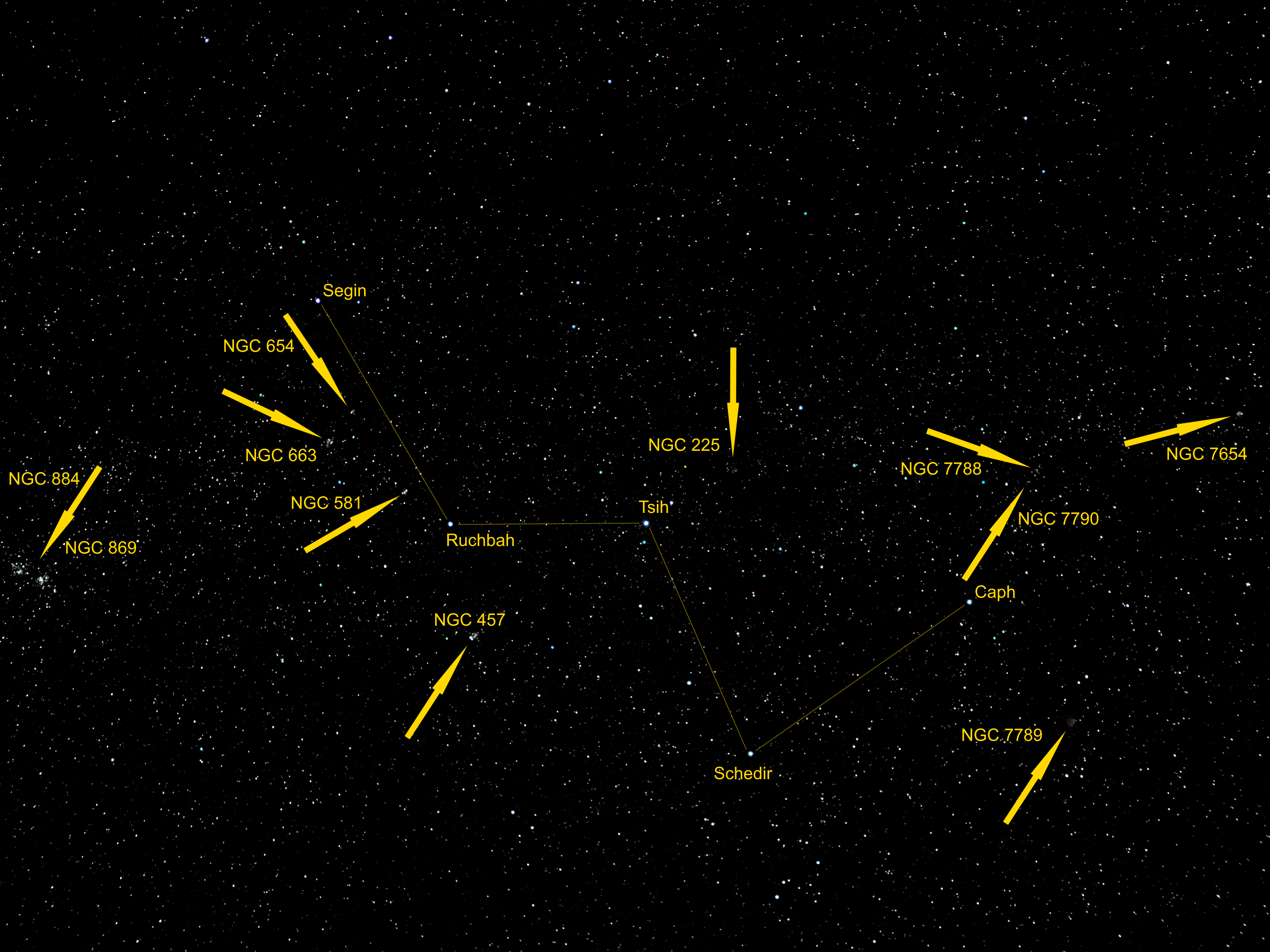
Das Sternbild Kassiopeia mit der Lage der Doppelsternhaufen χ Persei (NGC 884) und h Persei (NGC 869) sowie der Sternhaufen NGC 654, NGC 663, NGC 581, NGC 457, NGC 225, NGC 7788, NGC 7790, NGC 7789 und NGC 7654.